# Americae sive quartae orbis partis nova et exactissima descriptio

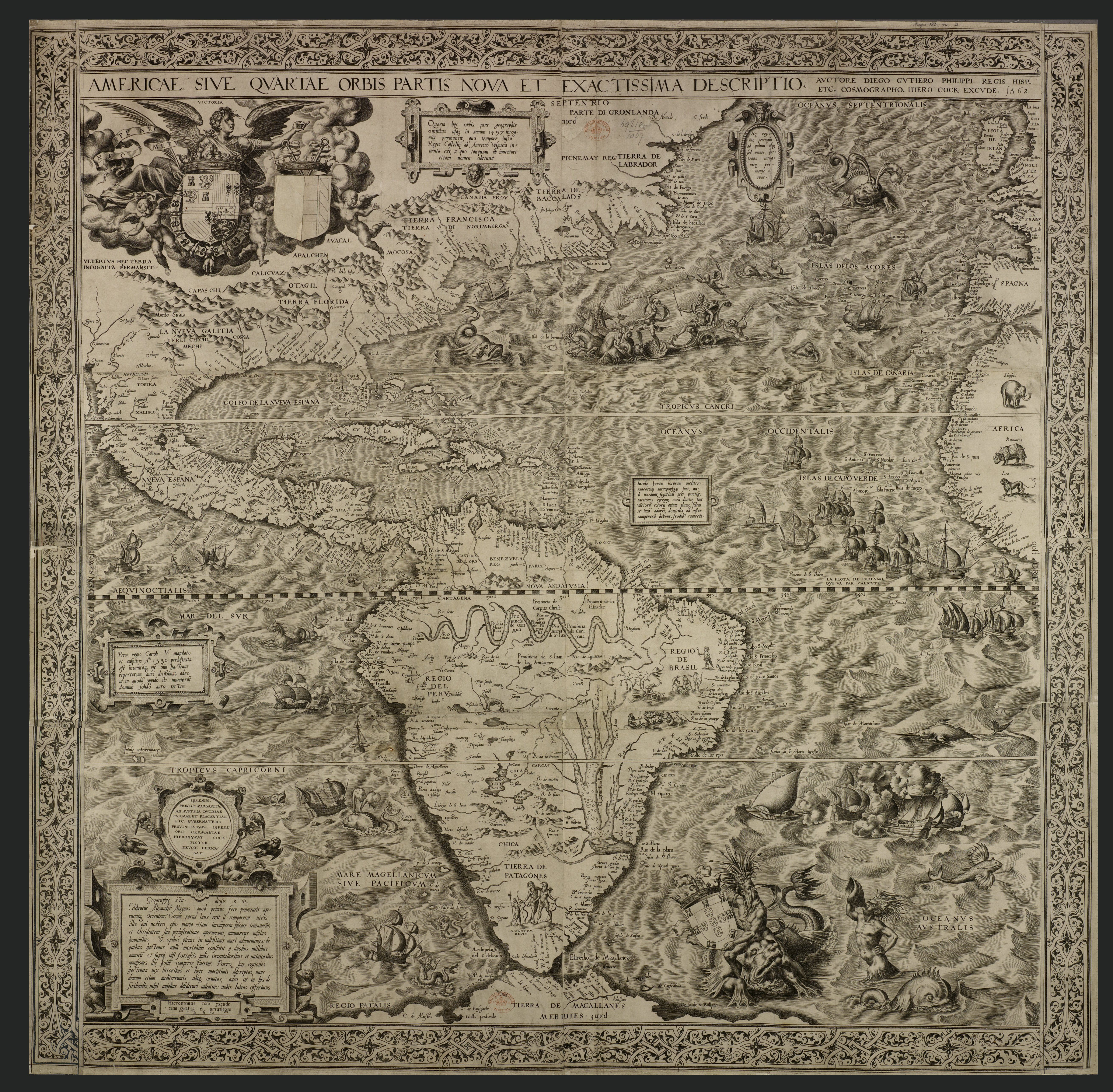
Copia de la Biblioteca Británica

Americae sive quartae orbis partis nova et exactissima descriptio (latín: Nueva y más exacta descripción de América, también llamada la cuarta parte del mundo) es un mapa geográfico ornamentado de América, realizado en 1562 por el cartógrafo español Diego Gutiérrez y grabado por el flamenco Jerónimo Cock. El mapa abarca la costa oriental de América del Norte, toda América Central y del Sur y partes de las costas occidentales de Europa y África. Americae sive quartae orbis partis nova et exactissima descriptio es el mapa mural a escala más antiguo del Nuevo Mundo y el primer mapa impreso en utilizar el nombre "California".

## Descripción
El mapa consta de seis hojas grabadas cuidadosamente unidas. Midiendo 93×86 cm, siguió siendo el mapa más grande de América durante un siglo. Muestra el ecuador graduado en longitud, el Trópico de Cáncer y el Trópico de Capricornio, pero no una escala de latitud. Con todo, se ve claramente que el mapa cubre el área entre 57° de latitud norte y 70° de latitud sur y entre los actuales meridianos 0° y 115° longitud oeste de Greenwich. 
El mapa se titula América, en lugar de usar el nombre oficial español de las tierras americanas que era Indias del Mar Océano. En una leyenda, atribuye el descubrimiento del nuevo continente a Amerigo Vespucci en 1497.Con ello, contribuyó a perpetuar y difundir la errada opinión formulada por vez primera por Peter Apian cuatro décadas antes.
Junto con sirenas y otras criaturas marinas, el mapa representa objetos que se habían popularizado en Europa tras el primer viaje de Cristóbal Colón, como loros, caníbales, gigantes patagónicos y un volcán en erupción en el centro de México. Los gigantes patagónicos están representados en actitud amistosa hacia un conquistador.
El mapa está dedicado a Margarita de Parma, gobernadora de los Países Bajos de los Habsburgo. Los escudos de la Monarquía Hispánica y del Reino de Francia aparecen juntos en la esquina superior izquierda. El motivo probablemente sea el matrimonio celebrado entre Felipe II e Isabel de Valois en 1559, que había sellado el tratado de paz entre ambos reinos. No obstante, mientras que el escudo español lo porta la Victoria y está profusamente decorado, el francés está menos adornado y sujetado solo por unos putti. En el mapa también aparece el escudo del Reino de Portugal, en el Atlántico Sur, y omite el meridiano de Tordesillas, que delimitaba las posesiones españolas y portuguesas en el Nuevo Mundo.

## Ejemplares
Se desconoce el número total de copias del mapa que se imprimieron. Se conservan solo dos ejemplares completos: uno en la Biblioteca del Congreso de Estados Unidos (Washington D. C.) y el otro en la Biblioteca Británica (Londres), que corresponde a un segundo estado del grabado. El ejemplar de la Biblioteca del Congreso perteneció al duque de Gotha hasta su venta en una subasta de 1932 en Múnich. Luego fue adquirido por un comerciante de libros estadounidense que, a su vez, lo vendió a Lessing J. Rosenwald. En 1949, Rosenwald entregó el mapa a la Biblioteca del Congreso.
Además se conocen tres ejemplares de la hoja del mapa que contiene América Central. Dos de ellas están en la Biblioteca nacional de Francia (París). La tercera, correspondiente a una reedición de 1630 en París, salió a la luz en 1967 y desde entonces se encuentra en manos privadas.

## Detalles

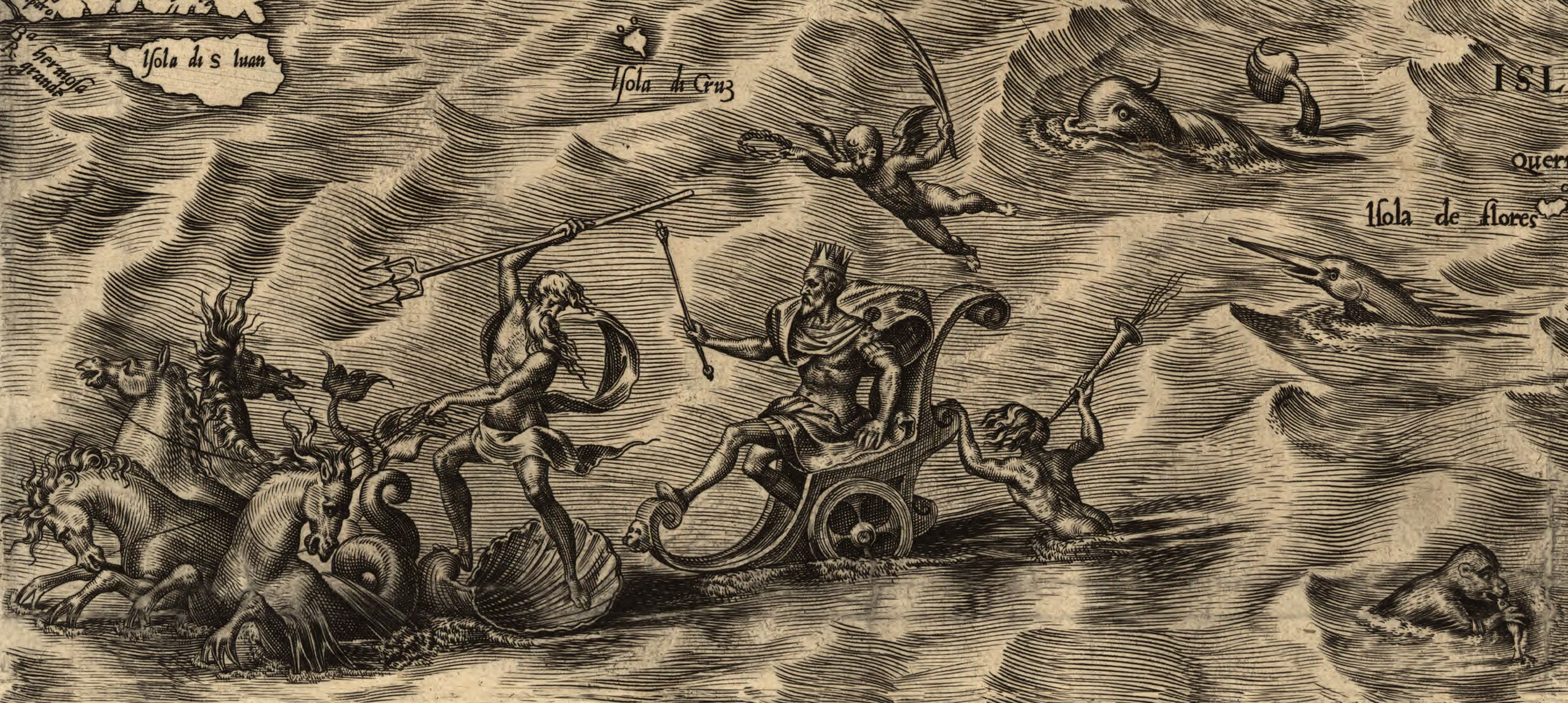
Deidad de los mares en un carro
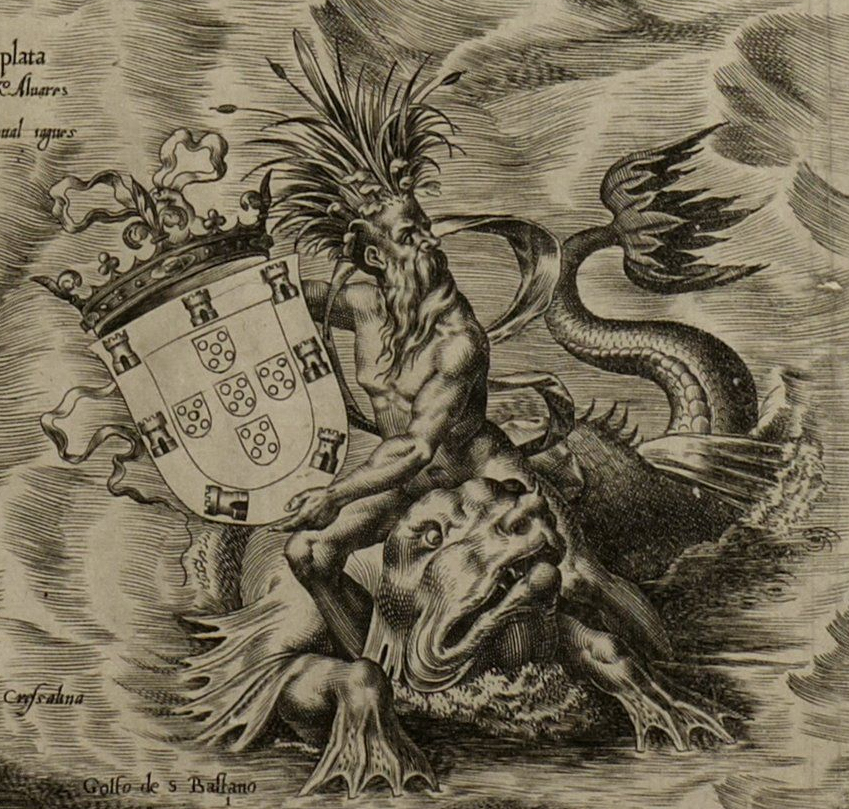
Escudo de armas del Reino de Portugal
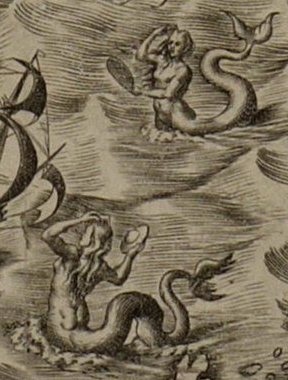
Sirenas en el Océano Pacífico

## Uso diplomático
A finales del siglo XIX y comienzos del XX, este mapa fue presentado como prueba en dos disputas fronterizas. La primera fue la que enfrentaba a Brasil con Francia en la región de la Guayana; la segunda, la del límite entre Perú y Bolivia.